# Dave Batton
David Robert Batton, detto Dave (Baltimora, 26 marzo 1956), è un ex cestista statunitense, professionista in Italia e nella NBA.

## Carriera
Venne selezionato dai New Jersey Nets al terzo giro del Draft NBA 1978 (62ª scelta assoluta).

## Palmarès
- Coppa delle Coppe: 1

Pall. Cantù: 1978-79